# Alloscelus paradoxus
Alloscelus paradoxus är en skalbaggsart som beskrevs av Antoine Boucomont 1923. Alloscelus paradoxus ingår i släktet Alloscelus och familjen bladhorningar. Inga underarter finns listade i Catalogue of Life.